# هالی مورک (آریزونا)
هالی مورک (به انگلیسی: Hali Murk) یک منطقهٔ مسکونی در ایالات متحده آمریکا است که در آریزونا واقع شده‌است. هالی مورک ۵۶۹ متر بالاتر از سطح دریا واقع شده‌است.